# Lasaia maria
Lasaia maria är en fjärilsart som beskrevs av Clench 1971. Lasaia maria ingår i släktet Lasaia och familjen Riodinidae. Inga underarter finns listade i Catalogue of Life.